# Yuki Shōji
Yuki Shōji (jap. 庄司夕起 Shōji Yuki; ur. 19 listopada 1981 w Akabira, na Hokkaido, w Japonii) – siatkarka grająca jako środkowa.
Obecnie gra w Ageo Medics.